# Somnambulism

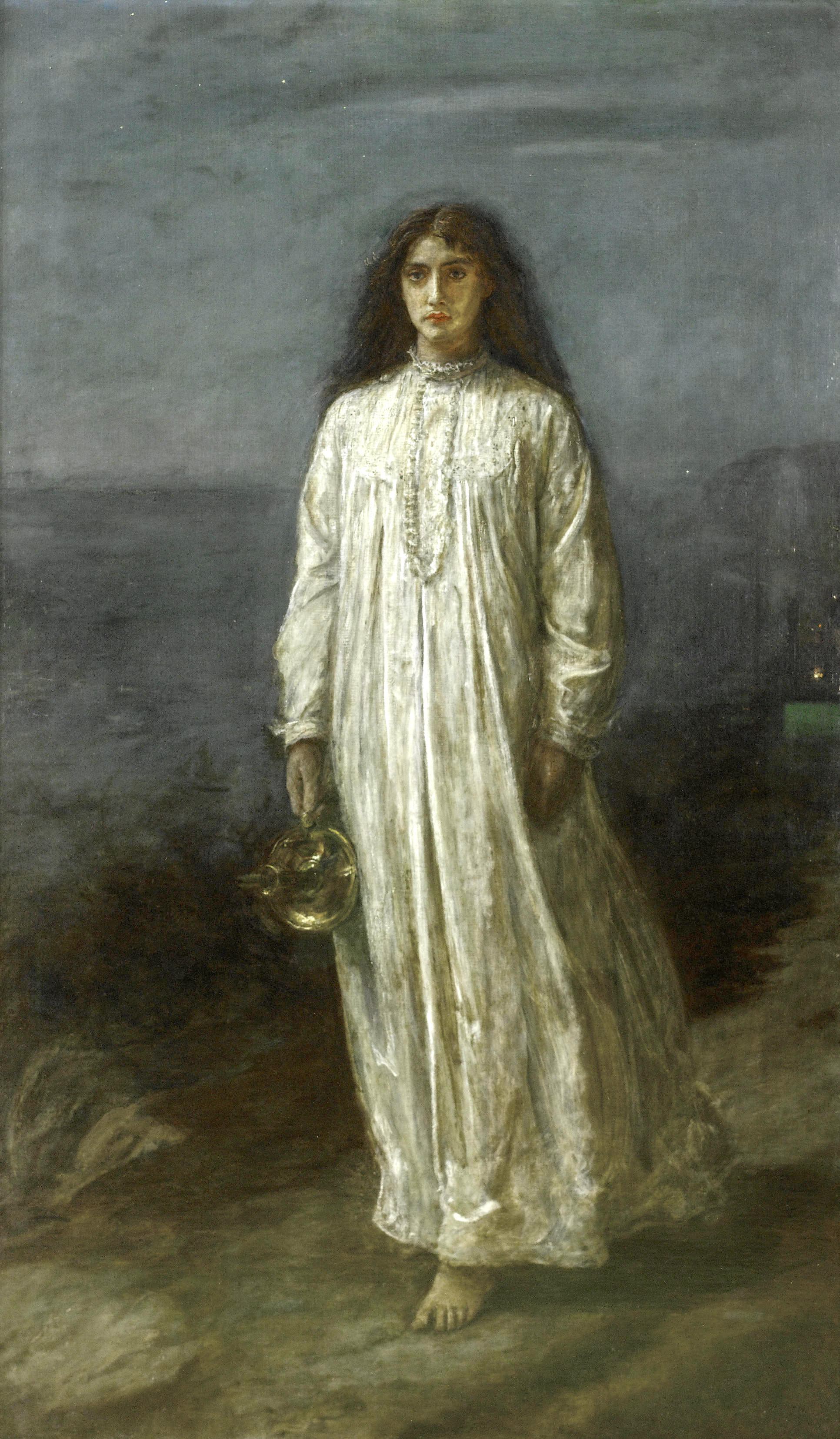
Somnambula, pictură de John Everett Millais (1871).

Somnambulismul (denumit și tulburare hipnică deambulatorie) este o tulburare a somnului care aparține familiei parasomniei. Persoanele care suferă de această tulburare efectuează activități motorii automate simple sau complexe, precum mișcări,mers sau vorbire, în timpul somnului fără a fi conștiente. Somnambulismul se produce între fazele 3 și 4 ale somnului, respectiv în etapa somnului lent. Somnambulismul se petrece mai des în rândul copiilor și adolescenților și se estimează că 19% din populația mondială o experimentează în grade mai pronunțate sau mai ușoare. În general episoadele de somnambulism sunt izolate dar sunt și persoane, între 1 și 6%, care prezintă episoade de somnambullism în mod repetat. Cauza producerii acestor tulburări este necunoscută și nu există un tratament eficient.
Unele din aceste peregrinări pot fi lipsite de pericole, precum sunt așezatul pe pat, mersul la baie sau curățarea unor obiecte, altele pot fi periculoase, precum sunt gătitul, conducerea unor autovehicule, violul, gesturi violente, luarea unor obiecte, sau poate chiar o crimă.

## Definiție
Noul dicționar universal al limbii române ne oferă următoarea definiție: „somnambulism: n. 1. stare patologică de automatism inconștient, manifestată prin părăsirea patului în timpul somnului și executarea unor acte coordonate, de care individul în cauză nu-și mai amintește la trezire; lunatism, lunie, noctambulism: somnambulismul, telepatia, starea de transă sînt privite de unii romantici ca... stigmate cerești ale omului superior BL.; 2. (stare caracterizată prin) executare automată a unor acte de către o persoană hipnotizată: asistam la un număr de somnambulism. ”

## Etimologie
Termenul românesc somnambulism este împrumutat din limba franceză somnambulisme, care, la rândul său, a fost creat din termenii latini somnus, „somn” și ambulō, ambulare, „a se plimba”, „a merge.